# Духновський Микола Іванович
Микола Іванович Духновський (12 (25) жовтня 1908, Варшава — 15 жовтня 1999, Київ) — український театральний художник і педагог, професор (1967). Член Спілки радянських художників України (1945). Заслужений діяч мистецтв УРСР з 1954 року.

## Життєпис
Микола Духновський народився 12 (25) жовтня 1908 у Варшаві.
У 1931 році закінчив Київський художній інститут. З 1967 року — професор цього інституту. Серед його учнів — знаний художник П. І. Гончар, син Івана Гончара.
1929—1931 роки — художник, 1934—1962 роки — головний художник Київського театру російської драми імені Лесі Українки.
1950—1951 роки — працює у Київському театрі музичної комедії.
Як художник працював також для інших київських театрів: Київський театр опери та балету (поставив «Чіо-Чіо-сан» Дж. Пуччіні у 1947 році), Київський театр імені Івана Франка (оформив постановку «Професор Буйко» Я. Баша), Навчальний театр Київського інституту театрального мистецтва імені І. Карпенка-Карого (оформив «Каса маре» І. Друце), Київський театр транспорту (1952—1953).
У 1943 році разом з Театром імені Івана Франка перебував в евакуації у Грозному.
Одночасно викладав у Київському інституті театрального мистецтва (1947—1967) та Київському художньому інституті (1962—1977, з 1967 професор). В художньому інституті керував майстернею театрально-декоративного живопису.
Багато років мешкав у Києві в будинку № 19 на вулиціПушкінській. Останні роки життя (з 1990) разом з дружиною жив у будинку ветеранів сцени (Пуща-Водиця).
Помер 15 жовтня 1999 у Києві.

## Роботи в театрі
Київський перший драматичний театр
- «Плацдарм» Мирослава Ірчана (1931—1932)
- «Князь Мстислав відважний» О. Пруста (1933—1934)

Театр імені Лесі Українки
- «Вовки та вівці» О. Островського (1934)
- «Слава» В. Гусєва (1936)
- «Генеральный консул» братів Тур та Л. Шейніна (1938)
- «Живий труп» Л. Толстого (1940)
- «Дворянське гніздо» за І. Тургенєвим (1941)
- «Навала» Л. Леонова (1943)
- «Діти сонця» (1946)
- «Генерал Брусилов» І. Сельвинського (1946)
- «За тих, хто у морі» Б. Лавреньова (1946)
- «Овід» за Е. Войнич (1948)
- «Таланти і прихильники» О. Островського (1949)
- «Чайка» А. Чехова (1950)
- «Під золотим орлом» Я. Галана (1952)
- «Мертві душі» за М. Гоголем (1952)
- «Совість» Ю. Чепуріна (1953)
- «Мораль пані Дульської» Г. Запольської (1956)
- «Вогненний міст» Б. Ромашова (1957)
- «Юність Полі Віхрової» за Л. Леоновим (1959)
- «Пісня під зорями» В. Собка (1959)
- «На дикому березі» за Б. Полєвим (1966)
- «Кров на Уссурі» А. Школьника (1969)
- «Учитель танців» Лопе де Веги (1969)
- «Любов на світанку» Я. Галана (1971)
- «Лазня» В. Маяковського

АТОБ імені Т. Г. Шевченка
- «Чіо-Чіо-сан» Дж. Пуччіні (1947, 1950, 1959)

Театр імені Івана Франка
- «Софія Ковалевська» братів Тур (1948)
- «Професор Буйко» Я. Баша (1949)
- «Любов Ярова» К. Треньова (1951)
- «Дві сім'ї» М. Кропивницького (1962)

Навчальний театр Інституту імені Івана Карпенка-Карого
- «Каса маре» Й. Друце

Київський театр транспорту
- «Домбі і син» за Чарлзом Дікенсом (1952, 1953)
- «Стежкою грому» Пітера Абрагамса (1953)

Київський театр ляльок
- «За щучим велінням» Є. Я. Тараховської (1938)
- «Коза-дереза», «Ріпка» за народними казками (1939)

Казахський театр імені Абая
- «Іван Сусанін» М. Глінки (1941)
- «Євгеній Онєгін» П. І. Чайковського (1942)

Чернівецький муздрамтеатр
- «Житейське море» І. К. Карпенка-Карого (1945)

Київський молодіжний театр
- «Безприданниця» О. Островського (1946)

Київський ТЮГ
- «Два капітани» за романом В. Каверіна (1949)
- «Друг мій Колька» Ю. Любимова (1959)
- «Народження таланту» І. Рачади (1961—1963)

Житомирський театр ляльок
- «Фініст, ясний сокіл» М. Шеставала (1950)